# صندوق آزادی
صندوق آزادی (انگلیسی: Freedom Fund) اولین صندوق خیریه خصوصی در جهان است که فعال‌ترین سازمان‌های پیشتاز در امر لغو بردگی، را شناسایی و در آن‌ها سرمایه‌گذاری می‌کند. در سال ۲۰۱۴ شاخص برده‌داری جهانی گزارش داد تقریباً ۳۶ میلیون برده در سطح جهان در گستره‌ای از صنایع وجود دارند.

## پیشینه
صندوق آزادی در ماه سپتامبر سال ۲۰۱۳ به وسیلهٔ سه مؤسسه غیرانتفاعی، اتحاد انسانیت و بنیاد لگاتوم (لگاتوم یک شرکت سرمایه‌گذاری خصوصی است که مقر آن در دبی، امارات متحده عربی است) و بنیاد آزادانه راه بروید پایه‌گذاری شد و سپس در روز ۲۶ ماه سپتامبر سال ۲۰۱۳ رسماً بیل کلینتون رئیس‌جمهور آمریکا در بنیاد کلینتون آن را به عنوان یک اقدام عظیم که باید همه از آن حمایت کنند معرفی کرد.

## مأموریت و ارزش‌ها
صندوق آزادی برای خود تعهد گذاشته‌است که تا سال ۲۰۲۰ صد میلیون دلار جمع‌آوری کرده و آن را برای استراتژی مبارزه با برده‌داری جدید (برده‌داری معاصر) که به شدت مورد نیاز است سرمایه‌گذاری کند. برای رسیدن به‌این هدف صندوق آزادی فعالیت خود را در یک سری پروژه متمرکز کرده‌است.

## پروژه‌های کانونی
پروژه‌های کانونی شرکای صندوق آزادی و دیگر سازمان‌های پیشگام هستند که مستقیماً علیه برده داری در منطقه مشخص شده با تمرکز زیاد روی برده‌داری مبارزه می‌کنند. آن‌ها اینکار را با برپایی پروژه‌های کانونی متشکل از مجموعه‌ای از مؤثرترین مجامع و سازمانهایی که در این مناطق فعالیت دارند، انجام می‌دهند. شراکت با چنین سازمانهایی در برخی از فقیرترین نقاط جهان و مناطق حاشیه‌نشین سخت است، و نیازمند زمان فشرده و بکارگیری شیوه‌هایی در مقیاس بزرگ و تغییرات پایدار است.

### تاریخچه
در سال ۲۰۱۴ صندوق آزادی مربوط به کانون شمال هند بکار افتاده و تا ماه اکتبر سال ۲۰۱۵ بیش از ۴۴۰۰ نفر را از بردگی جدید نجات داده‌است. نقاط کانونی صندوق آزادی در نپال مرکزی، اتیوپی، هند شمالی، نپال جنوب شرقی، هند جنوبی و تایلند نیز قرار دارند. صندوق آزادی با سیستم‌های پایه‌ای که موجب بقای برده‌داری می‌شوند مبارزه می‌کند. آن‌ها این کار را به کمک کانون‌های خود که دولت، بحش خصوصی، رسانه‌ها، جنبش‌های اجتماعی و ارگان‌های کلیدی دیگر حامی تغییر را هم در بر می‌گیرد، انجام می‌دهند. این به صندوق آزادی اجازه می‌دهد که علیه سیستم‌های برده‌داری در ماهیگیری، مهاجرت مبارزه کند یا به توسعه ابزارهای تکنولوژی جدید یا ابتکارات قانونی در این رابطه کمک کند. در ماه مارس ۲۰۱۵ صندوق آزادی و بنیاد C&A شراکتی تشکیل دادند که علیه کار اجباری در صنعت نساجی مبارزه می‌کنند.
صندوق آزادی به ایجاد جنبش‌های ضد برده‌داری جهانی کمک و جنبش‌های موجود را تقویت می‌کند و برای آن‌ها پلاتفرم و ابزار و دانش لازم جهت تقویت ارتباطات و کار با یکدیگر را تهیه می‌کند.